# Brem-sur-Mer
Brem-sur-Mer là một xã trong vùng hành chính Pays de la Loire, thuộc tỉnh Vendée, quận Les Sables d'Olonne, tổng Saint-Gilles Croix-de-Vie. Tọa độ địa lý của xã là 46° 36' vĩ độ bắc, 1° 49' kinh độ đông. Brem-sur-Mer có điểm thấp nhất là 0 mét và điểm cao nhất là 55 mét. Xã có diện tích 15,85 km², dân số vào thời điểm 1999 là 2054 người; mật độ dân số là 130 người/km².

## Thông tin nhân khẩu
| 1962 | 1968 | 1975 | 1982 | 1990 | 1999 | 2005 |
| ---- | ---- | ---- | ---- | ---- | ---- | ---- |
| 986  | 1018 | 1161 | 1425 | 1709 | 2054 | 2516 |